# 檢察院大樓
檢察院大樓（規劃及工程時名稱：檢察院臨時大樓；葡萄牙語：Edifício do Ministério Público），位於澳門半島羅理基博士大馬路683號，樓高8層，規劃為檢察院刑事訴訟辦事處和檢察長辦公室，以及初級法院刑事起訴法庭的辦公場所，檢察院駐三級法院辦事處的工作地點維持不變。大樓於2020年12月14日起對外辦公，2020年12月18日舉行啟用儀式。

## 沿革

### 規劃及收地
檢察院大樓前身為私人廢車場土地。2016年3月11日，政府勒令羅理基博士大馬路的一幅霸地清遷，佔用人提出要求暫時凍結勒遷令，但被終審法院裁判敗訴。在該幅土地經營的劏車場須於三十天內騰空土地。而該負責人表示，相關地段並非想霸地，只是難找合適地方搬遷。他又稱，上訴只是希望政府關注回收行業，已透過律師向工務局致函，希望寬限收地時間，如找到地方大約三至五個月就可完成搬遷。工務局回覆傳媒查詢時表示，正就裁決展開跟進工作，土地佔用人有責任義務騰空非法佔用的土地，當局基於善意原則會分析及考慮對方提出的延長清遷期限的請求，但非法佔用人必須盡快騰空所佔土地。工務局又稱成功收回土地後，將按規劃興建檢察院臨時辦公大樓。另外，環保局亦回覆有關查詢時稱，特區政府正加緊推進粵澳環保合作跨區處理廢舊車輛的計劃，當計劃落實後，將優先處理居民自願註銷並交政府處理，以及因參與未來淘汰二衝程電單車資助計劃而產生的廢舊車輛。
2016年7月25日，土地工務運輸局副局長張潤民表示，將於澳門中聯辦大樓旁興建“檢察院臨時辦公大樓”，有關土地2000平方米，除興建檢察院臨時辦公大樓外，其餘土地未有確切用途，但只會考慮用作公共設施。
2016年9月8日，檢察院大樓第一期工程進行開標，項目位於羅理基博士大馬路138A地段，施工期最長為600個工作天。佔地面積約2,200平方米，樓高八層並設有兩層地庫。首期工程包括建造大樓的地基及地庫結構，第二期工程則為上蓋主體建築部分仍在規劃中。據規劃條件圖顯示，地段位於東望洋燈塔週邊保護區中，樓宇限高為海拔32米，用途為檢察院臨時辦公大樓。
2016年10月25日，政府跨部門收回兩幅位於羅理基博士大馬路的土地，當中一幅3,415平方米的土地即現時已建成的檢察院大樓；當局表示，由於仍有佔用人未完成土地清遷，現場仍然堆放不少各類物品，故採取跨部門聯合清遷行動將土地騰空及收回，並將向佔用人追收清遷費，預計清拆及搬運工作需時約一個月。

### 興建
2017年1月，大樓主建地基及地庫工程展開，原定2018年12月竣工，但建設期間發生工業意外，導致工程出現延誤。檢察院回覆傳媒查詢時表示，目前工程正在工務部門協調下按序開展。第二期工程將建設上蓋及主體建築工程。
2017年5月4日，政府已完成羅理基博士大馬路與海邊馬路之間兩幅非法霸地的清遷工作，將土地上堆放的廢舊車輛及雜物移走，拆卸路旁圍牆、平整地面並鋪上草披，讓有關地段回復自然景觀。

### 搬遷工作
2020年9月底，大樓工程完工，由於受疫情影響延誤約五個月，按計劃，新建大樓設有檢察院辦公室、接待櫃檯、報案室、認人室、等候室、會議室、多功能室等，以及初級法院刑事起訴法庭。
2020年10月14日，檢察長葉迅生受訪時表示，若裝修工程順利，負責行政辦公的工作人員將於11月中旬先行遷入，刑事訴訟辦公室則年底遷入，即將結束檢察院刑偵部門租用商廈的情況。該大樓原規劃為臨時性質，只按十年需求設計。未來政法區是否需建檢察院大樓，有待規劃部門解畫。
2020年11月21日，檢察院檢察長辦公室正式遷往本大樓辦公
2020年12月14日，位於澳門新口岸聖德倫街449號皇朝廣場大廈二樓的檢察院刑事訴訟辦事處正式遷往本大樓辦公。

### 啟用
2020年12月18日上午，行政長官賀一誠親臨主持大樓啟用儀式，在檢察長葉迅生陪同下為大樓揭幕。
2021年1月，檢察院大樓啟用逾一個月，檢察長辦公室副主任胡潔如稱整個搬遷工作和過程需保障卷宗和扣押物不受損、不遺失，期間亦感謝警方提供協助。而該工作早在半年前已開始規劃，雖然新大樓地方較寬敞，但檢察院卷宗數量亦不少，期望用最小的地方放最多的卷宗，亦要規劃未來十年卷宗存放的地方。新大樓亦採用了新科技，安裝了兩部接待機，凡居民進入檢察院，一個系統會由登記、分流、取籌至內部通知集結在一起。至於舊址用途方面，檢察長辦公室主任譚炳棠指由於原址物業為商業樓宇，遷出後需要進行返還工程，用途由業主決定，目標是同年3月中完成返還工作。目前檢察院辦事處駐初級法院和行政法院設施需租用商業樓宇。

## 爭議及事故

### 用途安排含糊
據2018年4月15日的澳門日報報道，指出澳門特別行政區檢察院分散不同商廈辦公，除每月向業主支付租金，亦對日常運作造成不少影響，政府為回應訴求才興建本大樓，而位於新城B區內的政法區規劃亦預留土地建設檢院大樓，意味着多年後或有兩幢檢院大樓，兩大樓日後如何合理善用及安排？檢察院回覆本報查詢時表示，由於涉及行政當局的總體規劃，該院未具條件回應。檢察院表示，自回歸成立以來直租用商業樓宇單位用作辦公場所，當時該院轄下三個辦事處及檢察長辦公室仍分散於本澳不同區域的四幢商廈内辦公（另有兩個辦事處派駐於法院辦公大樓內運作）。並表示在不同商廈辦公在客觀上對檢察院日常運作造成不少影響，加大保密和保安工作壓力。

### 黎登別墅遺址保育問題
2017年2月，相關地段後面的山坡需要進行「景觀處理」，該位置現存黎登別墅 (建於一八九零年) 的遺址。在工程進行期間會否受影響，工務局只表示，遺址不在檢察院臨時辦公大樓的工程範圍之內。文化局回覆時稱，已建議相關部門把遺址融入「景觀處理」，該部分其昔日為臨海地段，並曾有外國人住宅建築 ── 黎登別墅，該別墅不晚於一八九零年興建，具石砌高臺。該建築約於上世紀五、六十年代被拆卸，現場所見的石砌構件則推估為該別墅拆卸後的殘留結構。

### 工業意外
2017年6月12日上午10時許，檢察院臨時大樓地盤發生嚴重工業意外，有工人懷疑吊運一個6噸重大型工字鐵期間，工字鐵突然傾側跌落，擊中四名40至50歲在地面工作的男性中國大陸籍外地僱員，導致頭部受創，其中1人被壓著送院後證實死亡；另一人經搶救後延至6月13日上午宣告不治，另有兩名工人仍然昏迷，情況穩定。事故原因是一條長六米、重六噸的工字鐵被吊起準備進行「試樁」（即把樁柱打入地底）工序時，工字鐵突然傾側滑落，工字鐵下面四名工人走避不及被擊中。消防經向地盤工人作初步調查，有人報稱事發前工人將一支六米長，重六噸的改裝工字鐵進行地樁測試期間，被懸吊之工字鐵突然傾側跌落，擊中地面的四名工人頭部，其中一人更被跌落的工字鐵壓著身體。現場工友立即報警求救，有工人利用起重機將壓著工友的工字鐵升起，救出傷者。四名傷者由接報到場的救護送院急救。勞工局人員和司警人員亦到場了解調查事故原因。
事故發生後，土地工務運輸局對意外導致有工人不幸身亡表示遺憾，並已敦促承建商必須盡快妥善處理善後工作，同時必須強化地盤內的安全措施，確保施工安全。政府已向承建商發出停止施工令，勒令承建商全面停工，承建商亦須盡快提交此次意外的詳細報告。一經查證證實意外是由於承建公司疏忽導致，政府會追究責任並予以懲處。
2017年9月20日，司警公佈初步調查結果，懷疑這場事故並非意外，而是由本可以避免的人為因素造成。當時地盤正進行主力樁重力測試，施工方懷疑在未獲批的情況下，涉嫌擅自試樁，而現場人員更將重達六噸的工字鐵錯估為兩噸，導致在吊起過程中受力不均，工字鐵墜落擊中四名內地僱員。目前地盤工程師、地盤總監及建築公司負責人已被移送檢察院偵辦。
2017年9月22日，檢察院對該嚴重工業意外作出偵訊。指司法警察局日前將三名嫌犯以“因結果加重的違反建築規則及擾亂事業罪”送交檢察院進行偵訊。考慮三名嫌犯的涉嫌作案方式、事實的不法性及罪過的嚴重程度，刑事起訴法庭接納檢察官的建議，對其中兩名嫌犯採用身份資料及居所書錄、十日內繳交擔保金，以及定期前往司法警察局報到的強制措施；並對另一名嫌犯採用身份資料及居所書錄，以及定期前往司法警察局報到的強制措施。

## 鄰近地點
- 東方拱門
- 澳門中聯辦
- 焯公亭步行系統